# Tótkomlós
Tótkomlós è una città dell'Ungheria di 6.615 abitanti (dati 2001) . È situato nella contea di Békés.